# Prodidomus inexpectatus
Espèce
Prodidomus inexpectatus est une espèce d'araignées aranéomorphes de la famille des Prodidomidae.

## Distribution
Cette espèce est endémique du Hormozgan en Iran,. Elle se rencontre vers Siahu.

## Description
Le mâle holotype mesure 2,32 mm.

## Systématique et taxinomie
Cette espèce a été décrite par Zamani, Chatzaki, Esyunin et Marusik en 2021.

## Publication originale
- Zamani, Chatzaki, Esyunin & Marusik, 2021 : « One new genus and nineteen new species of ground spiders (Araneae: Gnaphosidae) from Iran, with other taxonomic considerations. » European Journal of Taxonomy, no 751, p. 68-114 (texte intégral).